# Мери Тайлър Мор
Мери Тайлър Мор (на английски: Mary Tyler Moore) (29 декември 1936 г. – 25 януари 2017 г.) е американска актриса. 

## Биография
Родена е на 29 декември 1936 г. в Бруклин, Ню Йорк. Най-известна е с ролите си в телевизионни ситкоми, сред които Лора Петри в „Шоуто на Дик Ван Дайк“ (1961 – 1966) и Мери Ричардс в „Шоуто на Мери Тайлър Мор“ (1970 – 1977).
По-късно гостува в сериалите „Шеметни години“, „Триумфът на червилата“ и „Жега в Кливланд“.
Мор е носителка на 7 награди Еми. През 1981 г. печели „Златен глобус“ и е номинира за Оскар за най-добра женска роля за изпълнението ѝ в ролята на Бет Джарет във филма на Робърт Редфорд „Обикновени хора“ (1980).
Боледува от диабет през живота си. Организира безброй благотворителни каузи за борба с болестта.
На 25 януари 2017 г. Мери Тайлър Мор умира на 80-годишна възраст от кардиопулмонарен арест, предизвикан от пневмония.

## Избрана филмография
| година | филм            | оригинално заглавие | роля       | режисьор       |
| ------ | --------------- | ------------------- | ---------- | -------------- |
| 1980   | Обикновени хора | Ordinary People     | Бет Джарет | Робърт Редфорд |